# 제1군단 (영국)
제1군단(I Corps)은 나폴레옹 전쟁, 제1, 2차 세계 대전과 냉전 시대에 소집되었던 영국 육군의 군단이었다.

## 역사
냉전이 끝나고 1992년에 제1군단은 해체되었다. 군단을 떠난 일부 징병들은 주독 영국군 지원사령부 (UKSC(G)) 본부로 발령갔고, 이 부대는 주라인 영국 육군(BOAR)을 1994년까지 지원하였다. 본부에 남은 나머지는 1992년 10월 2일에 북대서양 조약기구(NATO)의 연합신속대응군단(ARRC) 본부를 편성하는데 기여하였다.

## 전투 서열
- 나폴레옹 전쟁
  - 워털루 전역의 전투 서열(영어판)
    - 꺄뜨흐 브하 전투의 전투 서열(영어판)
- 제1차 세계 대전
  - 영국 원정군의 1914년 전투 서열(영어판)
  - 제1차 마른 전투의 전투 서열(영어판)
  - 제1차 입스 전투의 전투 서열(영어판)
  - 몽스 전투의 전투 서열(영어판)
  - 솜 전투의 전투 서열(영어판)
  - 비미 능선 전투의 전투 서열(영어판)
- 제2차 세계 대전
  - 영국 원정군의 1940년 전투 서열(영어판)
  - 벨기에 전투의 전투 서열(영어판)
  - 프랑스 전투 의 전투 서열(영어판)
  - 바다 사자 작전의 전투 서열(영어판)
  - 퍼치 작전의 전투 서열(영어판)
  - 굿우드 작전의 전투 서열(영어판)
  - 스헬더 전투의 전투 서열(영어판)
- 냉전
  - 북대서양 조약기구 북부군집단의 1989년 전시 전투 서열(영어판)